# 今夜もよろしく
今夜もよろしく（こんやもよろしく）は、1987年10月12日から1989年4月7日までMBSラジオで放送されていたナイターオフのラジオ番組。

## 概要
1987年度は「女性の時代」の番組として、湊と坂上のパーソナリティで放送。主に女性向けのトーク番組で懐メロと生活情報など内容だったが、女性リスナーだけでなく男性リスナーにもよく聴かれていたことから、1988年度は上岡と平松（前年度の『ミセスヤングタウン』から続投）が加入。湊は1987年度は週4回の担当であったが（金曜は平松邦夫のミセスヤングタウン）、1988年度は週3回の担当になった。
1988年度では湊は引き続き女性向けのトーク番組、上岡と平松はスポーツ情報と懐メロを流す内容である。

## 放送時間
1987年度
- 月曜日 - 木曜日 19:30 - 21:15 （1987年10月 - 1988年4月）

1988年度
- 月曜日 - 木曜日 19:30 - 21:30 （1988年10月 - 1989年4月）
- 金曜日 19:30 - 21:20 （1988年10月 - 1989年4月）

## 出演者
- 湊裕美子の今夜もよろしく[2]
  - 湊裕美子
  - 坂上みき
- ダイナミックナイター 上岡龍太郎の今夜もよろしく[3]
  - 上岡龍太郎
  - 水谷ミミ
  - 杉原輝雄
- ダイナミックナイター 平松邦夫の今夜もよろしく[3]
  - 平松邦夫
  - 稲村久美子
  - 桂九雀
  - 北出真紀恵

## 主なコーナー
- 聞きましょう男の言いぶん（1987年度のコーナー）[4]